# Baie d'Audierne
Baie d'Audierne este o arie protejată (sit de importanță comunitară — SCI) din Franța întinsă pe o suprafață de 2.456 ha, din care 36 % marine.

## Localizare
Centrul sitului Baie d'Audierne este situat la coordonatele 47°52′40″N 4°21′20″W / 47.87778°N 4.35556°V.

## Înființare
Situl Baie d'Audierne a fost declarat arie specială de conservare în baza directivei 92/43 din 1992 referitoare la conservarea habitatelor naturale și a faunei și florei sălbatice pentru a proteja 2 specii de plante și 6 specii de animale.

## Biodiversitate
Situată în ecoregiunea atlantică, aria protejată conține 20 de habitate naturale: Salicornia și alte specii anuale care populează regiunile mlăștinoase și nisipoase, Păduri de fag acidofile atlantice, cu subarboret de Ilex și, uneori, de asemenea, Taxus, la nivelul arbuștilor (Quercion robori-petraeae sau Ilici-Fagenion), Recifuri, Pășuni atlantice udate de apa mării (Glauco-Puccinellietalia maritimae), Dune mobile cu vegetație embrionară, Depresiuni intradunale umede, Lacuri eutrofice naturale cu vegetație de tip Magnopotamion sau Hydrocharition, Liziere de ierburi înalte hidrofile de câmpie și de nivel montan până la alpin, Lagune de coastă, Faleze cu vegetație de pe coastele atlantice și baltice, Terase mlăștinoase și terase nisipoase neacoperite de apă la reflux, Vegetație perenă pe țărmurile stâncoase, Dune cu Salix repens ssp. argentea (Salicion arenariae), Roci stâncoase cu vegetație pionieră de Sedo-Scleranthion sau Sedo albi-Veronicion dillenii, Dune mobile de-a lungul țărmului cu Ammophila arenaria („dune albe”), Bancuri de nisip acoperite în permanență slab de apă marină, Vegetație anuală la limita mareei, Pășuni mediteraneene udate de apa mării (Juncetalia maritimi), Pajiști uscate europene, Dune de coastă fixe cu vegetație erbacee („dune gri”).
La baza desemnării sitului se află mai multe specii protejate:
- plante (2): moșișoare (Liparis loeselii), Luronium natans
- amfibieni (1): triton cu creastă (Triturus cristatus)
- mamifere (4): liliacul mare cu potcoavă (Rhinolophus ferrumequinum), vidră de râu (Lutra lutra), liliac cârn (Barbastella barbastellus), Halichoerus grypus
- nevertebrate (1): rădașcă (Lucanus cervus)

Pe lângă speciile protejate, pe teritoriul sitului au mai fost identificate 18 specii de plante, 1 specie de păsări, 7 specii de amfibieni, 4 specii de reptile.